# Ліпняки
Ліпняки (пол. Lipniaki) — село в Польщі, у гміні Конколевниця Радинського повіту Люблінського воєводства.
Населення — 228 осіб (2011).
У 1975-1998 роках село належало до Білопідляського воєводства.

## Демографія
Демографічна структура станом на 31 березня 2011 року:
|          | Загалом | Допрацездатний вік | Працездатний вік | Постпрацездатний вік |
| -------- | ------- | ------------------ | ---------------- | -------------------- |
| Чоловіки | 124     | 25                 | 82               | 17                   |
| Жінки    | 104     | 18                 | 59               | 27                   |
| Разом    | 228     | 43                 | 141              | 44                   |